# Orificiul palatin mare

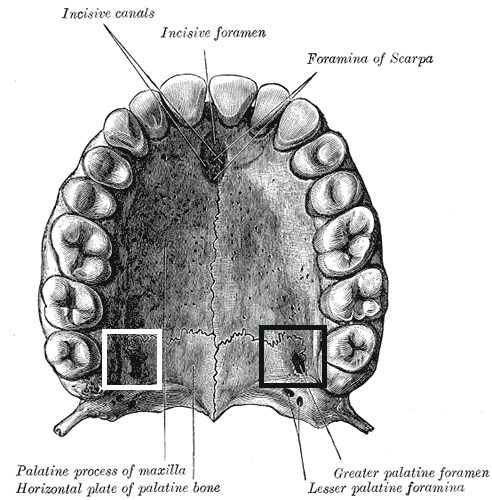
Maxilarul superior cu palat privit de jos (cele două pătrate semnalează orificiile)

Orificiul palatin mare sau gaura palatină mare (Foramen palatinum majus) este un orificiu situat în unghiul posterolateral a palatului dur, opus ultimului dinte molar, fiind o deschidere inferioară  a canalului palatin mare (Canalis palatinus major).